# Torn (Natalie Imbruglia)
Torn è un singolo della cantante australiana naturalizzata britannica Natalie Imbruglia, composto da Scott Cutler e Anne Preven, rispettivamente chitarrista e voce degli Ednaswap, e dal produttore Phil Thornalley. Fu pubblicato il 27 ottobre 1997 come primo estratto dal primo album in studio Left of the Middle. Il singolo è la seconda cover della canzone originariamente cantata dagli Ednaswap, contenuta nell'omonimo album Ednaswap (1995).

## Il brano
Pubblicato come primo singolo della Imbruglia, Torn ottenne un enorme successo internazionale, superando i risultati delle precedenti cover del brano e dell'originale. Negli Stati Uniti tuttavia il singolo non fu mai pubblicato, dato che tutta l'attenzione fu rivolta alla promozione dell'album. Ciò nonostante, spinto soltanto dall'airplay radiofonico, il brano riuscì ad arrivare fino alla quarantaduesima posizione della Billboard Hot 100 ed alla prima della Hot 100 Airplay, dove rimase per undici settimane.
Per la canzone, Natalie Imbruglia è stata nominata per i Grammy Awards, ma ha perso contro la canzone di Céline Dion, My Heart Will Go On.

## Video musicale
Il videoclip del brano fu diretto nel 1997 dalla regista Alison Maclean, protagonista la stessa Imbruglia affiancata dall'attore Jeremy Sheffield. La sceneggiatura rinuncia ad un filo narrativo, imperniando il video semplicemente sulla figura di Natalie in primo piano, sullo sfondo di inquadrature girate con la consueta tecnica del set che racconta se stesso: alcuni tecnici fingono di montare e smontare instancabilmente le scene, i due protagonisti simulano prove di una tormentata storia d'amore, si rifinisce il look di Natalie e così via.
L'inconsistenza del contorno si rivelò una scelta indovinata; la regia era consapevole del fatto che la vera carta vincente fosse la bellezza della cantante e decise di affidare a lei il ruolo di riempire lo schermo. L'operazione era tutto sommato incerta, mettendo insieme un brano senza successo alla sua seconda cover, una ragazzina sconosciuta proveniente dall'altro capo del mondo e un attore impacciato che non sembrava fornire alcun contributo alla situazione; il video risultò invece uno dei più fortunati nella storia di questo genere.
Il personaggio di Natalie domina infatti la scena: i suoi famosi primi piani, con i grandi occhi sfolgoranti dall'espressione smarrita che trafiggono lo spettatore da sotto i capelli spettinati colpirono nel segno, ottenendo un ottimo riscontro sul pubblico. L'efficacia del video e l'orecchiabilità della canzone, ben prodotta e interpretata, riuscirono a creare dal nulla una vera stella, generando un trionfo istantaneo e planetario.

## Tracce
CD-Maxi RCA 74321 53082 2 (BMG) / EAN 0743215308225
1. Torn – 4:06
2. Sometimes – 5:51
3. Contradictions – 4:05
4. Diving In The Deep End – 3:29

CD-Single RCA 74321527982 (BMG) / EAN 0743215279822
1. Torn – 4:06
2. Sometimes – 5:51
3. Frightened Child – 1:56

## Classifiche

### Classifiche settimanali
| Classifica (1997/98)             | Posizione massima |
| -------------------------------- | ----------------- |
| Australia                        | 2                 |
| Austria                          | 3                 |
| Belgio (Fiandre)                 | 1                 |
| Belgio (Vallonia)                | 5                 |
| Canada                           | 1                 |
| Danimarca                        | 1                 |
| Europa                           | 2                 |
| Finlandia                        | 8                 |
| Francia                          | 4                 |
| Germania                         | 4                 |
| Irlanda                          | 4                 |
| Italia                           | 2                 |
| Norvegia                         | 6                 |
| Nuova Zelanda                    | 5                 |
| Paesi Bassi                      | 3                 |
| Regno Unito                      | 2                 |
| Spagna                           | 1                 |
| Stati Uniti                      | 42                |
| Stati Uniti (adult alternative)  | 3                 |
| Stati Uniti (adult contemporary) | 4                 |
| Stati Uniti (adult pop)          | 1                 |
| Stati Uniti (alternative)        | 12                |
| Stati Uniti (pop)                | 1                 |
| Stati Uniti (radio)              | 1                 |
| Svezia                           | 1                 |
| Svizzera                         | 2                 |

### Classifiche di fine anno
| Classifica (1997) | Posizione |
| ----------------- | --------- |
| Regno Unito       | 8         |
| Classifica (1998) | Posizione |
| Australia         | 37        |
| Austria           | 26        |
| Belgio (Fiandre)  | 6         |
| Belgio (Vallonia) | 23        |
| Francia           | 18        |
| Germania          | 24        |
| Italia            | 10        |
| Paesi Bassi       | 9         |
| Svezia            | 15        |
| Svizzera          | 7         |